# محافظة مازوفيا
مازوفيا أو مازوفيتسكي هي واحدة من 16 محافظة التي تتكون منها جمهورية بولندا، عاصمتها هي العاصمة الوطنية وارساو ، تعتبر هذه المقاطعة الأكبر من حيث عدد السكان، أنشئت في عام 1999. تحتل مساحة 35.579 كيلومتر مربع (13737 ميل مربع) من شرق ووسط بولندا، عدد سكانها 5.16 مليون نسمة. التجمع الحضري لوارسو (1.7 مليون) في وسط منطقة العاصمة وارسو، رادوم (226,000) في الجنوب، وبلوك (127,000) في الغرب، سيدلش (77,000) في الشرق، واستراليكا (55,000) في الشمال . عاصمة المقاطعة، وارسو. تتضمن هذه المقاطعة 85 مدينة وبلدة. المقاطعة أنشئت في 1 يناير 1999,كما يشكل نهر بوك جزء من حدودها.

## أعلام
- فاتسواف كوالسكي
- رادوسلاف كامينسكي